# Гіяні
Гіяні (Giyani) — адміністративний центр місцевого муніципалітету Великий Гіяні і району Мопані в провінції Лімпопо (ПАР).

## Історія
Місто було засноване в 1960-х роках як адміністративний центр для народу тсонга. У роки режиму апартеїду Гіяні було столицею бантустана Газанкулу.